# Conseiller conjugal et familial
 (mars 2023).
En France, le conseiller conjugal et familial est un professionnel de la relation d'aide qui est spécialisé dans la relation de couple et les relations intrafamiliales.
Il reçoit des personnes jeunes ou adultes, en couple ou non, lors d'entretiens individuels, en couple ou en famille, sur des thématiques conjugales, familiales, ou plus généralement affectives ou relationnelles.
Son rôle est d'aider les personnes à faire le point, analyser leur situation, exprimer leurs sentiments, leurs attentes et leurs besoins, apprendre à gérer les conflits et à mieux communiquer, trouver des solutions concrètes, retrouver une nouvelle dynamique relationnelle, à travers une réflexion et un accompagnement personnalisé.

## Historique
Le conseil conjugal et familial est apparu dans les années 1950 à l'occasion de la découverte de la contraception orale en France.
C'est en 1947 que le docteur Marie-Andrée Lagroua Weill-Hallé découvre cette nouvelle méthode de régulation des naissances initiée par Margaret Higgins Sanger, qui exerce en tant qu'infirmière et sage-femme aux États-Unis. Cette dernière, militante américaine qui lutta pour la contraception et la liberté d'expression, fonda l'American Birth Control League (ligue pour le contrôle des naissances), qui deviendra dans les années 1930 le Family Planning Association, le « planning familial » américain.
Le docteur Lagroua Weill-Hallé, qui était catholique, souhaitait accompagner les couples afin de les aider à mettre en pratique la régulation des naissances et ainsi prévenir les risques d'avortements. Dans ce but, elle créa, en mars 1956, l'association « La Maternité Heureuse », qui deviendra en 1960 le Mouvement français pour le planning familial (MFPF) qui tire son nom du mouvement américain. C'est ainsi qu'est apparue la fonction, féminine dans ses débuts, de conseillère conjugale et familiale.
Par la suite, d'autres associations ont également développé cette activité ainsi qu'une formation de conseillers conjugaux et familiaux autour de la question de la contraception, de la prévention de l'avortement, de l'éducation affective et sexuelle des jeunes et de l'accompagnement des couples. C'est le cas des associations CLER Amour et Famille  et Couples et Familles. 

## Évolutions récentes
Avec la loi Neuwirth en 1967 qui légalise la contraception orale (jusqu'alors interdite depuis 1920), et dans le sillage de mai 68 qui revendique une libéralisation des mœurs, une série de décisions entérinent ce virage : 
- en 1972 sont créés les premiers centres médicalisés de planification ou d'éducation familiale ainsi que des établissements d'information, de consultation ou de conseil familial;
- en 1973 est créé le Conseil Supérieur de l'Information Sexuelle, de la régulation des naissances et de l'éducation familiale (CSIS);
- la même année, conformément à la loi créant le CSIS, les pouvoirs publics décident de mettre au programme des collèges et lycées l'éducation sexuelle afin de promouvoir la contraception. C'est Joseph Fontanet, alors ministre de l'éducation, qui institue l'obligation d'information sur la contraception et d'éveil à la responsabilité en milieu scolaire par la circulaire dite Fontanet du 23 juillet 1973;
- en 1974, la libéralisation se poursuit avec le remboursement de la contraception et sa délivrance gratuite et anonyme aux mineures dans les centres de planification;
- le 17 janvier 1975, la loi légalisant l'Interruption Volontaire de Grossesse, dite loi Veil, est adoptée;
- en 1980 est mise au point la pilule abortive RU 486 par le Pr Étienne-Émile Baulieu;
- en 2009, le Planning Familial est autorisé à pratiquer des IVG médicamenteux et les centres de planification le seront environ un an après;
- en 2012, est créée l’ACRC (Association des Conseillers en Relation de Couple) par le jeune italien Michael Morgagni.

Toutes ces étapes ont progressivement fait évoluer l'activité des conseillers conjugaux et familiaux travaillant au Planning Familial ou en Centre de Planification.
Quant à ceux qui consultent en dehors de ces structures, la fonction d'accompagnement des couples a progressivement largement dépassé le registre de la seule contraception pour s'étendre à une relation d'aide aux couples en difficultés, mais aussi d'accompagnement de la vie affective et relationnelle de toute personne, jeune ou adulte, en couple ou non.

## Organisation professionnelle
C'est l'Association Nationale des Conseillers Conjugaux et Familiaux, créée en 1976, qui est l'instance représentative des conseillers conjugaux et familiaux en France.
En Belgique, les conseillers conjugaux sont représentés par l'Union Professionnelle des Conseillers Conjugaux et Familiaux.

## Formation
L'État a reconnu plusieurs organismes pour dispenser une formation agréée au conseil conjugal et familial. Parmi eux se trouvent le 'catholique' CLER Amour et Famille, ou les organismes laïcs comme la Fédération nationale Couples et Familles , l'Association Française des Centres de Consultation Conjugale (AFCCC ), la Fédération Nationale des Parents et des Éducateurs (FNEPE), plus connue comme l'École des parents, le Mouvement Français pour le Planning Familial, l'Université catholique de Lyon...
Ces organismes ont été accrédités par le Conseil Supérieur de l'Information Sexuelle supprimé en 2010 (CSIS) qui a par ailleurs défini les champs d'intervention des conseillers conjugaux et familiaux.
La formation agréée doit comporter 400 heures d'enseignement à la fois théorique et pratique avec au moins deux stages de 40 heures chacun. Elle s'étale sur une durée variable suivant les organismes allant de 2 à 3 ans.
Y ont accès les personnes titulaires d'un diplôme d'État professionnel ou universitaire dans un des domaines suivants : médical ou paramédical, social, éducatif, psychologique, juridique ou animation, ou, à défaut, d'une attestation de formation d'éducation à la vie.

## Pratique professionnelle
Un conseiller conjugal et familial a différentes possibilités pour exercer son métier : 
- être salarié d'une structure comme un centre de planification, un planning familial ou un service de Protection Maternelle et Infantile comme indiqué ci-dessus et y recevoir des jeunes ou des couples autour des questions liées à la sexualité ou au couple
- être salarié d'un service d'orthogénie et y recevoir en entretien les personnes demandant une IVG
- être inscrit sur la liste des enquêteurs sociaux auprès de la cour d'appel et réaliser des enquêtes sociales à la demande du juge aux affaires familiales
- exercer au sein d'une association de conseil conjugal et familial ou d'un cabinet libéral et proposer des consultations aux personnes ayant besoin de se faire aider dans leur vie affective ou relationnelle, leur activité majoritaire consistant en général à recevoir en entretien des couples en difficulté. Ces entretiens durent environ une heure et ont un coût variant entre 40 et 100 euros.

Les conseillers conjugaux et familiaux en activité doivent suivre une supervision auprès d'un professionnel de leur choix. Pour trouver un conseiller conjugal et familial, il suffit de consulter le site de l'Association Nationale des Conseillers Conjugaux et Familiaux.